# Улица Чкалова (Оренбург)
У́лица Чка́лова — улица в Оренбурге.

## История
Возникла как Большая улица (конец XVIII в.) в историческом районе Форштадт Оренбургской крепости.
Далее Атаманская улица (80-е г. XIX в), Мало-Советская улица (1926).
Названа в честь Вале́рия Па́вловича Чка́лова в 1938 году.

## Расположение
Улица Чкалова начинается с кольцевой развязки на пересечении с ул. Маршала Жукова (бывшая Выставочная) и тянется в северо-восточном направлении на 2,2 км. Переходом с улицы Чкалова на пересечении с улицей Ленинградской начинается магистраль Проспект Гагарина.
Пересекается с улицами: Маршала Жукова, Банный переулок, Степана Разина, Уральская, КИМа, Ленинградская.

## Примечательные здания и сооружения
- Управление ООО «Газпром добыча Оренбург»
- ДК Газовик
- Памятник оренбургскому казачеству.
- Памятник Оренбуржцам-героям Первой мировой войны.
- Памятник Сергий Радонежский.
- Никольский кафедральный собор
- Администрация Южного округа г. Оренбурга
- Музыкальный фонтан

## Галерея

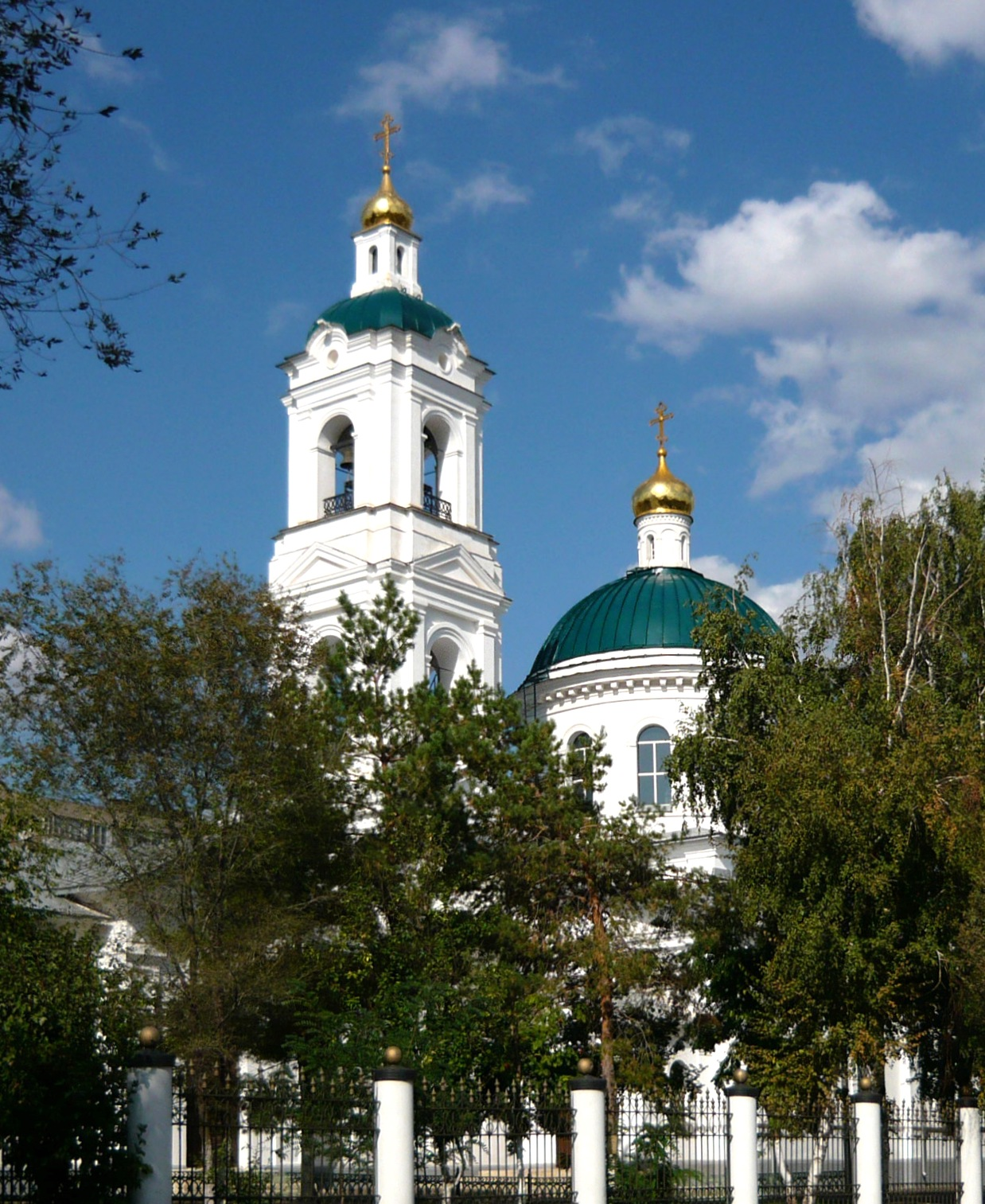
Никольский кафедральный собор, Оренбург, ул. Чкалова
Памятник оренбургскому казачеству.